# Тарган лапландський
Тарган лапландський (Ectobius lapponicus) — вид тарганів з родини Ectobiidae.

## Поширення
Вид поширений в Європі (відсутній у Великій Британії, на Піренейському півострові та півдні Італії), Північній Азії, на північному сході США та південному сході Канади. У США вперше зафіксований у 1984 році. Живе в основному в лісах, хоча цей вид також можна зустріти в чагарниках, садах і парках. Він трапляється у природному середовищі і лише рідко і винятково в людських будівлях, але вони не можуть там розмножуватися.

## Опис
Довжина тіла сягає приблизно 9-12 міліметрів. Статі відрізняються розвитком крил. Самці повністю окрилені і здатні літати, а самиці мають вкорочені крила, які не досягають кінчика черевця. Крім того, черевце самця (якщо дивитися знизу) має вісім видимих сегментів, а самиці — лише шість. На задньому кінці черева самиці знаходиться збільшена напівкругла виступаюча субгенітальна пластинка, з якої виходить оотека під час відкладання яєць. У самця на кінчику черевця є менша, приблизно трикутна підстатева пластинка з відростком — грифелем видоспецифічної форми. В обох статей субгенітальна пластинка має парні сегментовані відростки (церки), які служать органами чуття.

## Спосіб життя
Вид трапляється переважно в лісах. Самці та німфи зустрічаються в основному в наземній рослинності та чагарниковому ярусі, самиці більше на землі та в підстилці. Самці активні вдень, тоді як самиці та німфи більше нічні. Зазвичай тварини активні приблизно з травня по вересень.
Кожна самиця відкладає яйця групами по 20 штук у відносно невелику оотеку. Оотеки цього виду червонувато-коричневого кольору і мають поперечні смуги. Інколи розмножується партеногенетично. Самиці носять оотеку із собою близько 24 годин і, нарешті, ховають її у підстилці з листя або на траві.
Вид має дворічний цикл розвитку. Після відкладання оотеки яйця в ній зимують, а німфи вилуплюються наступного року, приблизно в червні. Потім німфи розвиваються до четвертої стадії і знову зимують, часто всередині цибулин трави. Вони знову стають активними наступного року приблизно в квітні і продовжують розвиватися. Перших дорослих тварин можна зустріти в травні.